# Simfonia núm. 4 (Pettersson)
La Simfonia núm. 4 va ser escrita per Allan Pettersson entre 1958 i 1959, i es va estrenar a la sèrie de concerts Nutida Musik a Estocolm el 27 de gener de 1961. Com la majoria de les simfonies de Pettersson, consta d'un sol moviment.
Segurament retingut per les males crítiques de la seva Tercera Simfonia, sobretot de l'influent crític i musicòleg Bo Wallner, van passar uns tres anys abans que comencés a treballar en la Quarta. Entre les dues simfonies va compondre el 2n i el 3r concert per a orquestra de corda. La Simfonia núm. 4 combina elements de l'estil primerenc de Pettersson i el de la seva fase de major maduresa, que comença amb la Simfonia núm. 5 de 1960-1962 i que es fa més evident amb la Simfonia núm. 6, completada el 1966.